# Корела (крепость)
Коре́ла (фин. Käkisalmi — кукушкин пролив, швед. Kexholm — кукушкин остров) — каменная крепость в городе Приозерске, на острове реки Вуоксы, сыгравшая значительную роль в истории Карельского перешейка и допетровской России. Сохранившиеся помещения крепости в настоящее время занимает историко-краеведческий музей «Крепость Корела».

## История
Средневековая Корела была самым северо-западным городом Руси.
Крепость была заложена на рубеже XIII и XIV веков новгородцами на острове реки Узерве (Вуоксы) для защиты северо-западных рубежей республики от шведов. Деревянные стены 1310 года постройки через 50 лет погибли в пожаре настолько сильном, что «городчане только душами осташася».
В XIV веке Корела занимала площадь в 6 тысяч м², состояла из сотни бревенчатых домов, а её население состояло из 300 человек. Население города занималось земледелием и рыболовством, а также исповедовало христианство.
По сообщению летописи Авраамки, в 1364 году, при восстановлении крепости после пожара, в ней появилось первое каменное сооружение: «в Корельском городке посадник Яков поставил костёр каменный». Долгое время бытовало мнение, что эта круглая в плане башня сохранилась до наших пор. Однако проведённые А. Н. Кирпичниковым в 1970-х годах раскопки показали, что единственная существующая на территории детинца башня — постройка шведского времени, которая может быть датирована 2-й половиной XVI века. C 1330-х Корела управлялась литовскими княжичами Наримунтом и Патрикеем.
Во время Ливонской войны, в 1580 году, обветшавший детинец был захвачен шведами, которые отстроили его заново. По Тявзинскому миру 1595 года крепость вернулась к России.
Царь Василий Шуйский, по договору, подписанному со шведами в феврале 1609 года в Выборге, пообещал Корелу с уездом шведскому военачальнику Делагарди за помощь в усмирении Смуты (за предоставление шведских войск и наемников в ходе похода Делагарди). Тем не менее, местное население отказывалось признавать условия договора 1609 года. После того, как в середине лета 1610 года В. Шуйский был свергнут, Яков Делагарди решил овладеть городом Корелой силой. В отсутствие регулярных войск, для защиты Корелы было собрано ополчение из местного населения. На защиту крепости встали 2000 ополченцев и 500 стрельцов под командованием воевод И. М. Пушкина, А. Безобразова, В. Абрамова и епископа Сильвестра. Возглавлял оборону Пушкин Иван Михайлович Меньшой.
В 1610 году он вместе с А. Безобразовым прибыл в Корелу для ведения переговоров с Делагарди. С сентября 1610 года по март 1611 года продолжалась осада крепости войсками Делагарди, завершившаяся полным истощением сил защитников и сдачей Корелы. В живых после осады осталось около 100 защитников крепости, ушедших в русские земли.
В результате, на протяжении столетия, с 1611 по 1710 годы, крепость оставалась шведской и именовалась Кексгольм.
В 1710 году, во время Северной войны, крепость была отвоёвана у шведов, а к окончанию Русско-шведской войны 1808—1809 годов утратила своё приграничное значение.
В XVIII—XIX веках служила тюрьмой для политзаключённых (в частности, здесь содержались семья Емельяна Пугачёва и декабристы).
К концу XIX века Кексгольм был провинциальным городком в составе автономного Великого Княжества Финляндского. С декабря 1917 года он был переименован в Кякисалми. В составе Финляндии город пережил экономический подъём: активно развивалось железнодорожное сообщение с финскими и российскими городами, создавались новые лесопильные заводы, а также крупный целлюлозный завод Вальдгофа. К декабрю 1930 года в центре города была воздвигнута величественная лютеранская кирха.
19 марта 1940 года, после окончания «Зимней войны», город и окружающая территория вошли в состав СССР. Через два месяца после начала Великой Отечественной войны, 21 августа 1941 года, Кякисалми снова стал финским. 24 сентября 1944 года советские войска окончательно заняли город.
Летом 1948 года были начаты раскопки на территории старой крепости. В октябре этого же года Кякисалми переименовали в Приозерск. С августа 1960 года начинаются работы по реставрации крепости Корела, а с 17 июня 1962 года начинается история этой крепости как историко-краеведческого музея. 25 июля 1988 года Кексгольмский герб 1788 года был утверждён в качестве герба Приозерска.
- Медаль в память взятия Кексгольма 8 сентября 1710 года

## Архитектура
Крепость Корела располагалась на двух островах в устье р. Вуоксы. Сохранившийся ансамбль Старой крепости располагается на месте детинца, который был заложен на рубеже XIII и XIV веков на малом острове. Со временем город распространился и на территорию соседнего Спасского острова, имевшего большие размеры. Старую и Новую крепости соединял мост. Спасский остров был отделен от северного берега рукавом реки Вуоксы — Федоровской рекой, через которую также был перекинут мост.
После 1857 года, когда Вуокса изменила своё течение, уровень воды в реке понизился, разделявшие острова протоки пересохли. Новая крепость оказалась на северном берегу реки, а Старая крепость — в западной части обширного Кукушкина острова.
На планах и гравюрах XVII—XVIII веков крепость Кексгольм (иначе: остров Детинец, или Старая крепость) изображалась как однобашенная. Сохранившаяся невысокая (8 метров) круглая воротная башня (башня Ларса Торстенссона или Пугачевская) располагалась напротив моста, соединявшего Старую крепость со Спасским островом. Башня двухъярусная, с заложенными впоследствии огнестрельными печурами. Стены башни очень толстые (4 метра в нижнем ярусе), что свидетельствует о том, что ко времени строительства огнестрельная фортификация была уже весьма развита. Такие башни строились в Шведском королевстве саксонскими мастерами с начала 1540-х годов.
Оборонительные сооружения крепости, кроме круглой воротной башни, всключали два бастиона названные Клок-бастион (Часовой) и Басту-бастион (Банный), соединенные с Круглой башней и между собой невысокими куртинами. На крепостном дворе располагаются Старый арсенал, Пороховой погреб с Кавальер-бастионом и Новый арсенал. Большой каменный пороховой погреб, частично углублённый в землю, примыкает к Старому арсеналу с северо-восточной стороны. Арочный вход в него ведёт со двора крепости вниз по каменным ступеням сквозь стену толщиной до 5 метров. На сводах погреба на мощном земляном накате устроен бастион, в XVII веке называвшийся Трубным, а в XVIII — Кавальер-бастионом. Кроме главных ворот в крепость вели Часовые ворота расположенные под Часовым бастионом и расположенные в юго-восточной куртине Водяные (или Мельничные) ворота.

## Фотографии
- Крепость Корела. Вид с З-СЗ.
- Круглая воротная башня и главные ворота крепости.
- Круглая воротная башня и главные ворота крепости.
- Круглая воротная (Пугачевская) башня и старый арсенал(артиллерийский дом).
- Пороховой погреб в кавальер-бастионе  (1592)
- Пороховой погреб
- Новый арсенал (1776)
- Часовые (Рыбные) ворота в Клок бастионе (Часовом бастионе).
- Клок (Часовой) бастион
- Часовые (Рыбные) ворота
- Водяные (Мельничные) ворота, ок. 1590
- Юго-Восточная куртина с Водяными воротами и пороховым погребом (ок. 1590)
- Юго-Восточная куртина и ров
- Крепость ночью

## Петровские ворота
В музее крепости Корела хранятся старинные ворота, обитые рыцарскими латами. Согласно одной из версий, приказ приколотить к створкам доспехи отдал Петр I после победы над шведами в 1710 году. Осмотрев захваченный в крепости арсенал, Пётр I обнаружил большое количество кирас и отдал распоряжение обить ими парадные ворота, «для памяти на вечную славу поставить». Кирасы разобрали, расплющили в листы металла и обили ими ворота. В ход пошло порядка 70 кирас.

## В кинематографе
- В октябре 1996 года у стен крепости Корела снимались эпизоды кинофильма режиссёра Алексея Балабанова «Брат».